# Brckovljani
Brckovljani est un village et une municipalité située dans le comitat de Zagreb, en Croatie. Au recensement de 2001, la municipalité comptait 6 816 habitants, dont 91,80 % de Croates et le village seul comptait 1 243 habitants.

## Localités
La municipalité de Brckovljani compte 13 localités :
| - Božjakovina - Brckovljani - Gornja Greda - Gornje Dvorišće - Gračec - Hrebinec - Kusanovec | - Lupoglav - Prečec - Prikraj - Stančić - Štakorovec - Tedrovec |